# 雷扎·拉哈马尼
雷扎·拉哈马尼（波斯語：‎；1966年—），一译礼萨·拉哈马尼，伊朗政治家。
出生于大不里士。他曾当选伊朗伊斯兰议会第7届、第8届、第9届议员。2018年10月28日，担任鲁哈尼内阁的工业、矿产和贸易部部长。
2020年3月，在冠状病毒蔓延至伊朗之后，有伊朗媒体报导称他因感染2019冠状病毒病被送入德黑兰的一家医院的ICU中抢救，但工业部否认其被感染，声称他因“化学损伤”入院治疗。3月11日，法尔斯通讯社确认其感染2019冠状病毒病，已被治愈。